# Šaljska Bistrica
Bistricë e Shalës en albanais et Šaljska Bistrica en serbe latin (en serbe cyrillique : Шаљска Бистрица) est une localité du Kosovo située dans la commune/municipalité de Leposavić/Leposaviq, district de Mitrovicë/Kosovska Mitrovica. Selon des estimations de 2009 comptabilisées pour le recensement kosovar de 2011, elle compte 90 habitants, tous albanais.

## Géographie
Bistricë e Shalës/Šaljska Bistrica est situé à 16 km au sud-est de Leposavić/Leposaviq, sur les bords de la rivière Bistrica, un affluent droit de l'Ibar.

## Démographie

### Évolution historique de la population dans la localité
| 1948 | 1953 | 1961 | 1971 | 1981 | 1991 | 2009 |
| ---- | ---- | ---- | ---- | ---- | ---- | ---- |
| 219  | 230  | 336  | 300  | 259  | 241  | 90   |

|  |